# Nato (Culu Hun)
Nato ist eine osttimoresische Aldeia. Sie liegt im Westen des Sucos Culu Hun (Verwaltungsamt Cristo Rei, Gemeinde Dili). In Nato leben 769 Menschen (2015).
Jenseits der Rua do Enfermeiro Matias Duarte grenzt Nato im Osten an die Aldeias Loe Laco und Tane Muto. Nördlich liegt die Aldeia Funu Hotu, südlich die Aldeia Soru Motu Badame und westlich des Flussbetts des Mota Bidaus der Suco Bemori.